# Stazione di Caorso
La stazione di Caorso è una stazione ferroviaria posta sulla linea Piacenza-Cremona, a servizio dell'omonimo comune.

## Storia
La stazione, così come tutta la linea ferroviaria, viene inaugurata nel 1933. Il servizio ferroviario viene, poi, sospeso a seguito dei danneggiamenti causati dalla seconda guerra mondiale e riprende nel 1949.
A partire dal 26 maggio 1995 la stazione è impresenziata e soggetta a controllo telecomandato da parte del Dirigente Centrale Operativo di Cremona.
Tra il 2006 ed il 2010 la stazione viene utilizzata per l'invio in Francia, tramite treni speciali, delle barre di uranio provenienti dalla vicina centrale nucleare e destinate ad essere riprocessate.
Chiuso al pubblico nel 2006, nel 2008 il fabbricato viaggiatori viene ceduto in comodato gratuito da RFI al comune di Caorso che, dopo aver effettuato un intervento di ristrutturazione e adeguamento antisismico, lo ha convertito in centro di Protezione Civile a causa della posizione favorevole, nel punto più alto del paese. La stazione viene, quindi, utilizzata come punto di partenza delle pattuglie che svolgono la regolare attività di monitoraggio ambientale nel paese, nonché dei volontari e dei mezzi in caso di emergenze.
Nel novembre 2013 anche il sito intermodale comprendente lo scalo merci, precedentemente utilizzato in funzione della centrale nucleare, viene ceduto in comodato gratuito da Sogin al comune di Caorso che lo mette a disposizione della Protezione Civile.
Nel dicembre 2013 il servizio passeggeri viene sospeso nella stazione, così come in tutta l'infrastruttura di cui fa parte.

## Strutture e impianti
La stazione dispone di 2 binari e di un sito intermodale, originariamente utilizzato in funzione della centrale nucleare, comprendente uno scalo merci con binario dedicato, un magazzino con una rampa ed una banchina per favorire il carico/scarico delle merci e di un carroponte.